# 澤萊納胡塔
50°13′25″N 23°33′29″E / 50.22361°N 23.55806°E
澤萊納胡塔（羅馬化：Zelena Huta）是烏克蘭西部的村莊，隸屬利維夫州的利維夫區。該村面積6.4平方公里，海拔高度254米，2001年人口242，人口密度每平方公里37.81人。